# Pandora Papers
Pour les articles homonymes, voir Pandore (homonymie) et Paper.
Pandora Papers est une affaire de fuite d'environ 11,9 millions de documents faisant état de fraude et d'évasion fiscale, à très grande échelle, ainsi que la vérification et la synthèse qui en ont été faites, à l'automne 2021, par un travail journalistique d'investigation collaboratif par le Consortium international des journalistes d'investigation (ICIJ).
Plusieurs milliers de personnalités politiques, personnalités religieuses, personnages publics et monarques y sont identifiés, dont trois cents responsables publics, trente-cinq chefs d’État (dont certains populistes, ayant juré de combattre la corruption) et cent trente milliardaires directement mis en cause.
L'ICIJ note que « de nombreux acteurs puissants qui pourraient aider à mettre fin au système offshore en ont au contraire profité, en cachant des actifs dans des sociétés secrètes et des fiducies alors que leurs gouvernements ne font pas grand-chose pour ralentir un flux mondial d'argent illicite qui enrichit les criminels et appauvrit les nations ».

## Dénomination
Le nom « Pandora Papers » donné à cette enquête collaborative fait selon l'ICIJ référence à « l'héritage des Panama Papers et des Paradise Papers, ainsi qu'au mythe de la boîte de Pandore qui évoque toujours une vague de problèmes et de malheurs ».

## Contexte et enjeux
Le plus souvent, acheter ou créer une société offshore n'est pas en soi illégal, mais rappelle l'ICIJ, « le secret qu'elle fournit peut couvrir des flux d'argent illicites, permettant la corruption, le blanchiment d'argent, l'évasion fiscale, le financement du terrorisme et la traite d'êtres humains et d'autres violations des droits de l'homme ». Cette partie grise du monde de la finance est encore mal connue des tribunaux, des services fiscaux ainsi que des historiens, sociologues et experts en science politique, et le travail des administrations et des lanceurs d'alerte a été rendu encore plus difficile par le secret bancaire, et en Europe par une récente directive européenne sur les « secrets d'affaires » portée par les lobbies des multinationales et des banques d’affaires,, permettant à de nombreuses sociétés offshore, et aux paradis fiscaux de devenir les « nouveaux refuges de l'argent sale »,, au détriment des économies nationales et de la justice fiscale, en contribuant à l'endettement public mondial.
Après les révélations des Lux Leaks et Luanda Leaks, cinq ans après le scandale des Panama Papers (fuite de plus de 11,5 millions de documents confidentiels issus du cabinet d'avocats panaméen Mossack Fonseca détaillant des informations sur plus de 214 000 sociétés offshore), les Pandora papers confirment selon l'ICIJ que nombre des avocats, conseillers, intermédiaires, sociétés-écran et hommes de paille œuvrant au service de la finance offshore, joue un rôle important dans l'écart croissant et socialement toxique qui sépare les plus riches des plus pauvres, et que parmi les actionnaires se trouvaient notamment des hommes politiques, des milliardaires, des sportifs de haut niveau ou des célébrités.
D'après un rapport de l'Organisation de coopération et de développement économiques (OCDE) publié en 2020, les autorités fiscales de près de 100 pays ont découvert, sur une année, 10 000 milliards d'euros d'actifs offshore répartis sur 84 millions de comptes bancaires. Ainsi « des riches et puissants transfèrent une plus grande partie de la charge fiscale aux citoyens ordinaires qui paient des impôts là où ils travaillent et vivent, leur laissant supporter le coût des services et les infrastructures » rappelle l'ICIJ.
Le 3 octobre 2021, quand l'affaire des Pandora Papers est présentée au monde, l'ICIJ annonce qu'ils vont révéler ou éclairer des scandales internationaux de corruption, impliquant par exemple le géant brésilien Organização Odebrecht devenu Odebrecht S.A. (depuis rebaptisée Novonor) ; la FIFA avec le FIFAGate ; des chavistes au Venezuela, des chefs de sectes en fuite et leurs partisans ; des kleptocrates et leurs familles ; des néo-nazis ; un trafiquant d'eau minérale ayant commandité les meurtres d'un juge et d'un procureur, un pédophile millionnaire fugitif (Marc Collins-Rector) et les financiers du terrorisme ou encore un « Czar du Bitcoin » ayant blanchi de l'argent issu du plus grand cyber-cambriolage de l'histoire, des stars, mannequins et acteurs (Bollywoodiens notamment), des footballeurs connus et des officiels sportifs corrompus…

### La financeoffshoreprotège ou aide des délinquants financiers et/ou criminels
Un autre enjeu de l'enquête était de montrer comment l'opacité des systèmes offshore a aussi facilité « les manœuvres financières de personnes confrontées à des enquêtes criminelles ou à des poursuites civiles coûteuses ». Selon les experts interrogés par l'ICIJ et The Post : « les efforts pour trouver et saisir des avoirs abrités à l'étranger sont parfois entravés par des fournisseurs de services offshore peu coopératifs et par des traités sur le partage d'informations qui peuvent amener à produire des informations obsolètes ou limitées » et « certains gouvernements étrangers sont tout simplement réticents à aider ».
En octobre 2021, l'ICIJ cite à titre d'exemples de tels bénéficiaires : 
- une entreprise chimique belge accusée de crime contre l'environnement[5] ;
- un complice de la famille Colombo au sein de la mafia[15] ;
- Robert Durst (condamné le mois précédent pour avoir exécuté un ami proche en 2000)[15] ;
- un dentiste accusé de fraude à l'égard de Medicaid[15] ;
- Jared Wheat, condamné pour avoir vendu sur Internet des médicaments sur ordonnance falsifiés et non approuvés, via une société bélizienne créée par CILTrust[15] ;
- le créateur d'une compagnie de croisières poursuivi pour négligence après que 31 marins se soient noyés dans un naufrage[15] ;
- le milliardaire Robert F. Smith (en), qui a détourné des millions de dollars d'impôts qu'il aurait dû payer aux États-Unis, via une fiducie crée par CILTrust[15]. Après arrangement avec les procureurs en 2020, il n'a pas été inculpé, mais son avocat, Carlos Kepke, a finalement été inculpé (en avril 2021) pour conspiration de fraude contre les États-Unis[15].
- des réseaux de dissimulation de vol et de contrebande d'œuvre d'art, de reliques ou d'antiquités, parfois ensuite achetées par des musées de premier plan[5].

## Investigation journalistique
Cette enquête qui a duré deux ans est la plus importante jamais menée par le Consortium international des journalistes d’investigation (ICIJ), un consortium de 150 médias internationaux, parmi lesquels en France, Radio France, l'équipe de Cash Investigation et Le Monde.
Selon l'ICIJ, c'est la collaboration la plus large de l'histoire du journalisme : six cents journalistes de 117 pays et territoires (incluant des fact checkers) ont exploré les archives de quatorze cabinets spécialisés dans la création de sociétés anonymes offshore, composées de dizaines de milliers de documents (2,94 terabytes) s’étalant de 1996 à 2020.

### Méthode d'investigation
L'ICIJ a classé et partagé les documents qui lui ont été envoyés dans une base de données sécurisée dite Datashare.
Les conclusions des équipes d'enquêteurs sont ensuite classées sur une autre plate-forme, sécurisée, dite Global iHub.
C'est ainsi que divers réseaux labyrinthiques d'innombrables entreprises, hommes de paille et sociétés-écran, fondations et fiducies ont pu être identifiés et étudiés.

## Contenu des Pandora Papers
Ce sont les 11,9 millions de documents fournis par une source anonyme ; c'est la fuite de fichiers de paradis fiscaux la plus importante de l'histoire (2,94 téraoctets d'informations confidentielles venant de 14 « fournisseurs de services offshore »), c'est-à-dire spécialisée dans la création de sociétés offshore.
Ces nouvelles sources d'information sont des feuilles de calcul, des déclarations fiscales, des factures (factures de services publics parfois), des courriels, des copies de passeports ainsi que des dossiers d'entreprise ; certains listent des administrateurs et des actionnaires impliqués, des sanctions, ou sont des rapports d'activité suspects, des rapports de diligence raisonnable, ou encore décrivent des clients. Ce sont aussi des photos, des enregistrements audio ou vidéo, des présentations de type PowerPoint.

Ils se présentent sous la forme de plus de quatre millions de PDF, plus de 1,79 million de documents Word et d'autres formats de documents (Powerpoint, etc.). Ils se répartissent comme suit :
| Type de document   | Quantité  |
| ------------------ | --------- |
| Documents          | 6 406 119 |
| images             | 2 937 513 |
| courriels          | 1 205 716 |
| Feuilles de calcul | 467 405   |
| Présentations      | 8 511     |
| fichier audio      | 3 497     |
| fichiers vidéo     | 1 421     |
| autres             | 873 494   |

Grâce à ces documents, l'ICIJ a identifié 956 entreprises liées à 336 politiciens (dont 35 sont des dirigeants de pays) et hauts fonctionnaires vivant dans plus de 90 pays et territoires. Cette liste inclut des ministres, des ambassadeurs et d'autres personnalités.
Le nombre de propriétaires d'actifs offshore découvert par l'enquête est deux fois plus élevé que celui mis au jour cinq ans plus tôt avec les Panama Papers (basés, eux sur les documents d'un seul cabinet d'avocats).
L'enquête des Pandora Papers distingue les propriétaires secrets de sociétés offshore, de comptes bancaires anonymes, de jets privés, de yachts, de manoirs et même d'œuvres d'art de Pablo Picasso ou de Banksy. Elle met au jour des avoirs et transactions internationales concernant l'énergie, des technologies, le secteur immobilier, et des systèmes d'arrangements successoraux complexes.
L'ICIJ montre que des pays officiellement en lutte contre la fraude fiscale (États-Unis notamment), qui condamnent les petits pays acceptant des flux d'argent et d'actifs provenant directement ou indirectement du crime ou de la corruption, sont, eux aussi, devenus attrayants pour les richesses cachées. Les fuites de documents révèlent 206 trusts américains basées aux États-Unis dans 15 États et à Washington, D.C., et 22 sociétés fiduciaires américaines, avec par exemple des détails précis sur des flux de centaines de millions de dollars entre les paradis offshore des Caraïbes et d'Europe vers le Dakota du Sud (devenu une destination majeure pour l'argent étranger opaque). L'enquête met en doute les affirmations des fournisseurs de services financiers offshore quand ils prétendent s'efforcer d'agir dans le respect de la loi. Elle montre aussi que l'intérêt public en pâtit lourdement.

## Agents (cabinets d'avocats impliqués)
L’ICIJ a eu accès aux archives de quatorze cabinets spécialistes de la création de sociétés anonymes comme Trident Trust, DadLaw, SFM, Alcogal, Il Shin.... Il s'agit du même rôle que le cabinet Mossack Fonseca dans les Panama Papers. Ces cabinets sont localisés dans des paradis fiscaux (Belize, îles Vierges britanniques (BVI), Chypre, Dubaï) et jouent un rôle central dans la création de milliers de sociétés-écrans.
En montrant que plus des deux tiers des sociétés offshore exposées au grand jour par cette fuite ont été créées dans les îles Vierges britanniques, l'ICIJ confirme que ce territoire connu comme une juridiction particulièrement laxiste et avantageuse vis-à-vis de l'évasion fiscale joue un rôle majeur pour le maintien de la finance offshore secrète.
L'ICIJ a notamment montré que « cabinet d'avocats de l'élite latino-américaine »[source insuffisante], le cabinet d'avocats panaméen Alemán, Cordero, Galindo & Lee (ou Alcogal) est, selon ces documents, celui qui a créé au moins 14 000 sociétés écrans et fiducies dans des paradis fiscaux. Alcogal est le fournisseur offshore le plus souvent mentionné dans les documents divulgués. Plus au nord, le plus grand cabinet d'avocats des États-Unis, Baker McKenzie, se révèle avoir aussi contribué à créer le système offshore contemporain.
| Fournisseur/opérateur                    | Fichiers  | Période            | Localisation du fournisseur | Année de création |
| ---------------------------------------- | --------- | ------------------ | --------------------------- | ----------------- |
| AABOL (All About Offshore Limited)       | 270 328   | 2002-2019 (17 ans) | Seychelles                  | 2007              |
| Alcogal (Alemán, Cordero, Galindo & Lee) | 2 185 783 | 1970-2019 (49 ans) | Panama                      | 1985              |
| Alpha Consulting Limited                 | 823 305   | 1996-2020 (24 ans) | Seychelles                  | 2008              |
| Asiaciti Trust Asia Limited              | 1 800 650 | 1996-2019 (23 ans) | Hong Kong                   | 1978              |
| CCS Trust Limited                        | 149 378   | 2001-2017 (16 ans) | Belize                      | 2005              |
| CIL Trust International                  | 459 476   | 1996-2019 (23 ans) | Belize                      | 1994              |
| Commence Overseas Limited                | 8 661     | 2004-2017 (13 ans) | Îles Vierges britanniques   | 1992              |
| Demetrios A. Demetriades LLC             | 469 184   | 1993-2021 (28 ans) | Chypre                      | 1966              |
| Fidelity Corporate Services Limited      | 213 733   | 1998-2019 (21 ans) | Îles Vierges britanniques   | 2005              |
| Glenn D. Godfrey and Company LLP         | 189 907   | 1980-2019 (39 ans) | Îles Vierges britanniques   | 2003              |
| Il Shin (Il Shin CPA Limited)            | 1 575 840 | 1996-2020 (24 ans) | Hong Kong                   | 2004              |
| Overseas Management Company Inc          | 190 477   | 1997-2020 (23 ans) | Panama                      | 1961              |
| SFM Corporate Services                   | 191 623   | 2000-2019 (19 ans) | Suisse Émirats arabes unis  | 2006              |
| Trident Trust Company Limited            | 3 375 331 | 1970-2019 (49 ans) | Îles Vierges britanniques   | 1986              |

### Exemples d'implications
- Alcogal (Alemán, Cordero, Galindo & Lee) cabinet d'avocats panaméen dirigé par un ancien ambassadeur panaméen aux États-Unis, a créé au moins 3 926 sociétés offshore. Selon l'ICIJ c'est le « cabinet d'avocats de l'élite latino-américaine »[23], qui a créé au moins 14 000 sociétés écrans et trusts dans des paradis fiscaux. Ce prestataire est le plus mentionné, plus que tout autre fournisseur offshore, dans les Pandora Papers[24].
- Trident Trust, une société d'administration d'entreprise, de fiducies et de fonds, également fournisseur de prestations offshore, créée au début des années 1980, et qui a notamment domicilié 346 sociétés libanaises[25] ;
- CILTrust International Inc. (ex-CitiTrust International Inc). Cette société de prestations offshore, associée à un cabinet d'avocats, créée en 1994, est située au Belize[15]. Avec d'autres sociétés appartenant également à Glenn Godfrey, elle a aidé des auteurs d'actes répréhensibles à protéger leur argent et à échapper à la justice[15]. Godfrey âgé de 71 ans en 2021 est consul de Finlande au Belize, et ancien procureur général, ancien ministre du Tourisme et de l'Environnement, ancien membre de l'Assemblée nationale du Belize et il a lui-même aidé le Belize à rédiger ses textes de lois sur les fiducies. Il possède CILTrust avec sa femme, directrice générale de l'entreprise, qui est aussi ancienne directrice nationale du tourisme[15]. En 2000, selon le magazine Wired, il a dit « Si un homme ne veut pas payer ses impôts, ce n'est pas un crime contre l'humanité. C'est entre lui et son gouvernement »[15].

### Les paradis fiscaux et pays en cause

#### Dubaï
Selon les Pandora Papers, une trousse d'informations confidentielles obtenues par l’ICIJ, les vrais propriétaires de ces entreprises incluent une série de joueurs de côtes obscurs. 
Le récit des entreprises offshore formées dans l'enclave d'entreprise de Dubaï jette une nouvelle lumière sur la croissance de Dubaï comme l'une des capitales financières mondiales ainsi que le rôle des États-Unis en tant que blanchiment d'argent et autres moyeux de la criminalité financière. 
Les ÉAU ont une industrie de secrétation financière florissante. Il fournit aux entreprises shell qui cachent les identités de leurs propriétaires réels, des dizaines de zones de libre-échange internes, et un système de réglementation connu pour ses «questions non-questions, une approche non malvoyante» pour traiter de l'argent liée à la contrebande d'or, à la traite des armes et à d'autres crimes. 
SFM Corporate Services se facture comme «le fournisseur de formation de la société de l'entreprise au monde», compte 190 000 dossiers sensibles entre les données de plus de 11,9 millions de données dans les Pandora Papers. 
Au moins 2 977 entreprises des Émirats arabes unis, des Îles Vierges britanniques et d'autres centres financiers offshore qui ont été incorporés avec l'aide de SFM. En outre, le Tycoon Belge Gold, l'entrepreneur Internet, l'impressionnaire sombre Web, et plus de 20 autres personnes accusées de crimes financiers et d'autres inconduites dans tout le monde font partie des propriétaires de ces sociétés. Cheikh Hazza, Cheikh Tahnoon Ben Zayed et Cheikh Mohammed Ben Rashid Al Maktoum, sont parmi les Royals Emirati avec des exploitations offshore exposés dans le rapport. Selon les fichiers, Cheikh Rashid Al Maktoum est connecté à deux sociétés des Îles Vierges britanniques au fondateur de DarkMatter.

#### Suisse
Les Pandora Papers ont mis en lumière le rôle des avocats suisses, des comptables et des consultants dans la gestion de la richesse des riches clients. Le contenu de 11,9 millions de documents de havre d'impôt relatifs aux affaires financières des dirigeants politiques et d'autres chiffres a été publié et comprenait également les détails des sommes d'argent diffusées dans le monde, inclus la Suisse, via des structures financières opaques par l’ICIJ. De plus, Fidinam, a contribué à créer 7 000 sociétés Shell Sociétés depuis le début des années 2000.

## Réactions

### Réactions politiques
En Asie, les gouvernements du Pakistan et de l'Inde ont annoncé des enquêtes sur les personnes citées dans les Pandora Papers.
En Russie, le porte-parole du Kremlin Dmitri Peskov rejette les accusations contre les proches présumés du président Vladimir Poutine. Le Kremlin avait démenti en novembre 2020 les accusations similaires du site russe d'investigations.
En France, l'administration fiscale vérifie si des résidents fiscaux français ont fraudé. Bruno Le Maire précise « la Direction générale des finances publiques (…) engagerait sans aucun délai des démarches nécessaires pour récupérer toutes les sommes » en cas de fraude.
La présidente de la Commission européenne, Ursula von der Leyen, a jugé le contenu de ces révélations « complètement inacceptables ».

### Réactions publiques
Dans un entretien à France Info, Quentin Parrinello, porte-parole d'Oxfam France, a qualifié la révélation de « choquant[e], notamment dans la période actuelle » tout en affirmant que la volonté politique de mettre fin aux paradis fiscaux s'est davantage développée dans les discours que dans les actes depuis le scandale des Panama Papers.
L'ONG exprime ensuite sa consternation face au retrait par l'Union européenne, le 5 octobre 2021, deux jours après les révélations des Pandora Papers, de sa liste noire des paradis fiscaux Anguilla, la Dominique et les Seychelles. Chiara Putaturo, experte en fiscalité européenne au sein de l'ONG, déclare que « la décision de retirer Anguilla, la seule juridiction restante avec un taux d'imposition de zéro pour cent, et les Seychelles, qui sont au cœur du dernier scandale fiscal, fait de la liste noire de l'UE une plaisanterie ».
Parmi les économistes, Thomas Piketty rappelle qu'en dépit d'annonces affirmant périodiquement que la lutte contre l'évasion fiscale a enrayé le phénomène, « aucun indicateur fiable ne permet de dire que la situation se soit améliorée au cours des dix dernières années » (ProPublica avait révélé quelques mois plus tôt que les milliardaires américains ne payaient presque pas d'impôt, comparativement à leur enrichissement et à ce que paie le grand public). Selon le magazine Challenges, le patrimoine des 500 français les plus riches est passé de 210 milliards d’euros à plus de 730 milliards en dix ans (de 2010 à 2020) et l'État refuse de publier ce qu'ils payent en impôts. Thomas Piketty propose que soit créé un cadastre financier public, et une imposition minimale de l’ensemble des patrimoines.

## Personnalités concernées
L'enquête journalistique Pandora Papers a mis au jour les avoirs offshore secrets de plus de 130 milliardaires de 45 pays.
Dans les premières révélations du 3 octobre 2021, des dirigeants de premier plan sont cités, tels que Abdallah II, Luis Abinader, Patrick Achi, Andrej Babis, Milo Đukanović, Uhuru Kenyatta, Guillermo Lasso, Mohammed ben Rachid Al Maktoum, Sebastián Piñera ou Volodymyr Zelensky. Des anciens politiques comme Leung Chun-ying et Nirupama Rajapaksa sont aussi présents dans cette liste.
Ce sont 336 hommes politiques à travers le monde qui auraient utilisé des entités dans des juridictions complaisantes pour acheter des biens immobiliers, détenir de l’argent en fiducie, posséder d’autres sociétés et d’autres actifs, parfois de manière anonyme.
En Afrique, 43 hommes politiques sont cités dans les « Pandora Papers » : 10 au Nigeria et 9 en Angola (9 politiciens). Les autres pays cités dans l’enquête sont : le Maroc, la Côte d’Ivoire, le Ghana, le Tchad, le Gabon, le Congo Brazzaville, le Kenya, le Zimbabwe et l’Afrique du Sud.
En Europe de l'Est, quarante-six oligarques russes, proche de Vladimir Poutine.
Outre ces personnalités, sont aussi cités relatifs à des actifs cachés dans les paradis fiscaux, ces autres noms :
- des banquiers ;
- de grands donateurs politiques ;
- des marchands d'armes ou leur famille (comme le fils de Alexandre Djouhri) ;
- des criminels internationaux (Raffaele Amato, Low Taek Jho ou Jho Low, personnage-clé du scandale 1MDB) ;
- des directeurs d'agence de renseignement ;
- des vedettes, telles que :
  - des acteurs (ex. : l'acteur indien Jackie Shroff)[13],
  - des mannequins (ex. : Claudia Schiffer, propriétaire d'au moins six sociétés offshore et a créé une fiducie au profit de sa famille. Ses avocats ont dit au Süddeutsche Zeitung qu'elle se conformait à la loi fiscale du Royaume-Uni où elle vit[13])
  - des stars de la Pop (ex. : Ringo Starr[13], Shakira (poursuivie pour avoir détourné via des sociétés offshore 16,4 millions de dollars d'impôts, encourus de 2012 à 2014 en Espagne)[13], Miguel Bose, Elton John[44] ;
  - des sportifs connus (ex. : Ángel Di María, Guy Forget, Pep Guardiola, Sachin Tendulkar[13]).

Partie des personnalités incriminées par les Pandora Papers
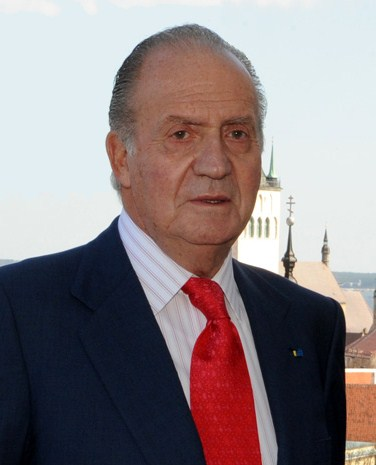
Juan Carlos Ier ex-roi d'Espagne
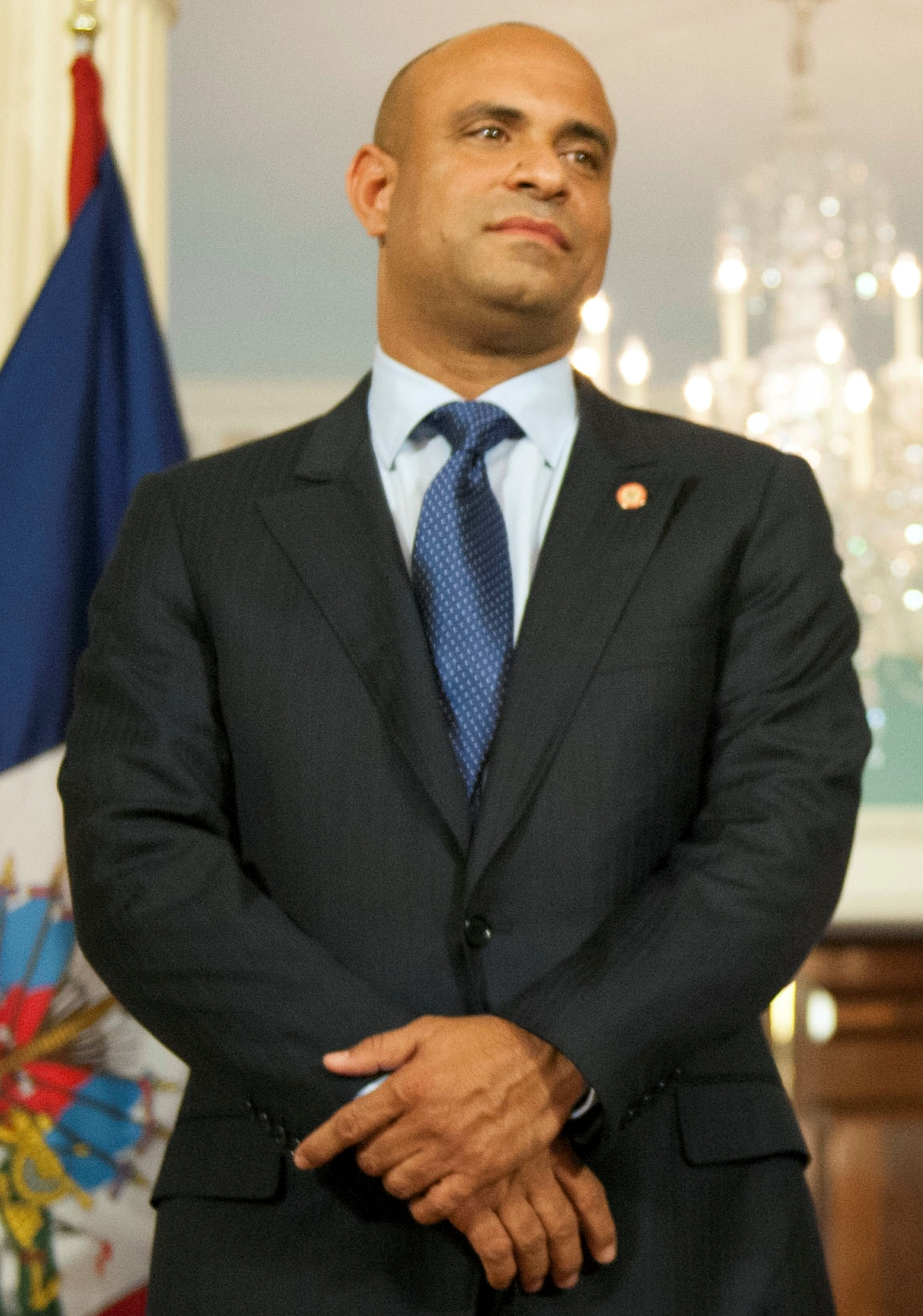
Laurent Salvador Lamothe, ex-Premier ministre,
- Haïti -
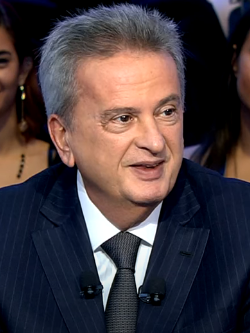
Riad Salamé, gouverneur de Banque d'Etat,
- Liban -
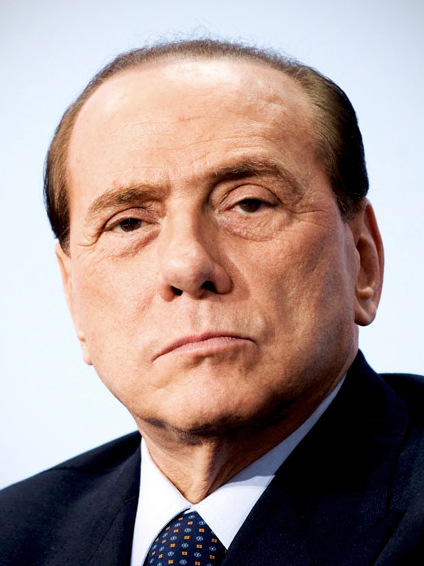
Silvio Berlusconi, ex-président du Conseil en Italie,
- Italie -
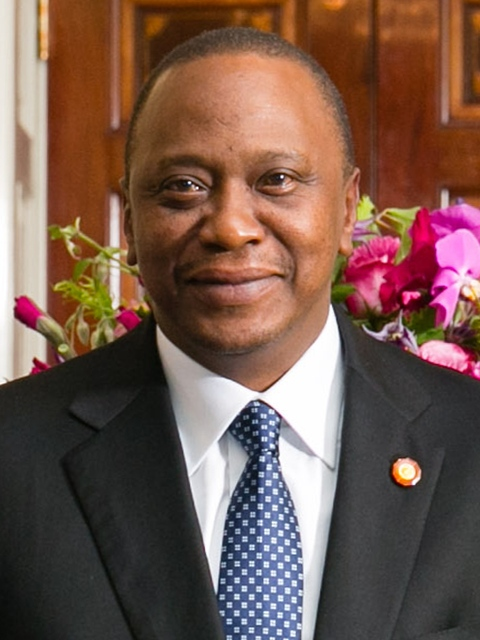
Uhuru Kenyatta, ex-président de la République,
- Kenya -
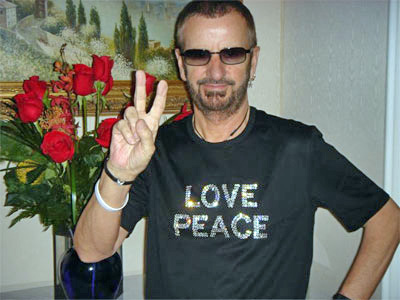
Ringo Starr, membre des Beatles,
- Royaume-Uni -
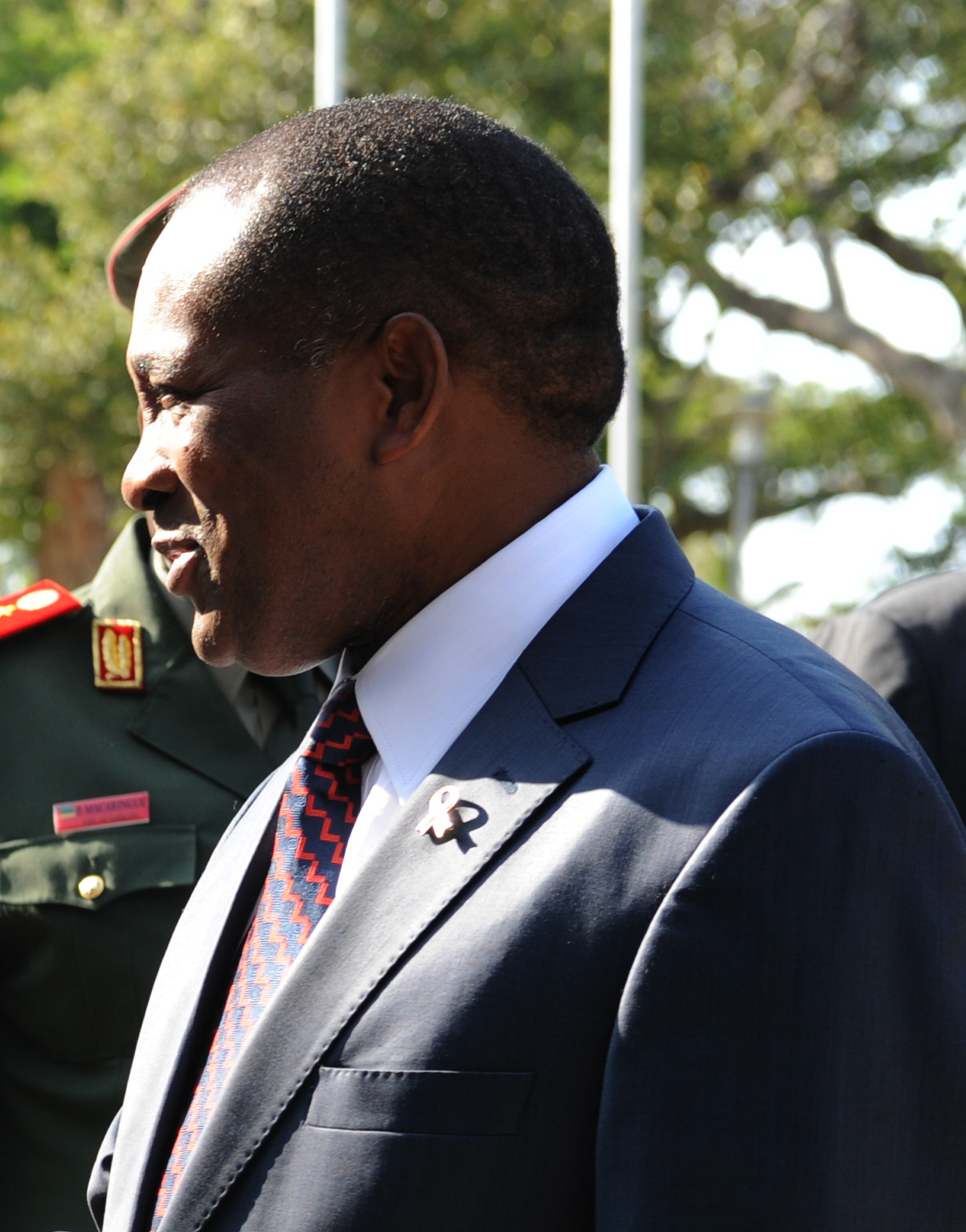
Aires Ali, ex-1er ministre,
- Mozambique
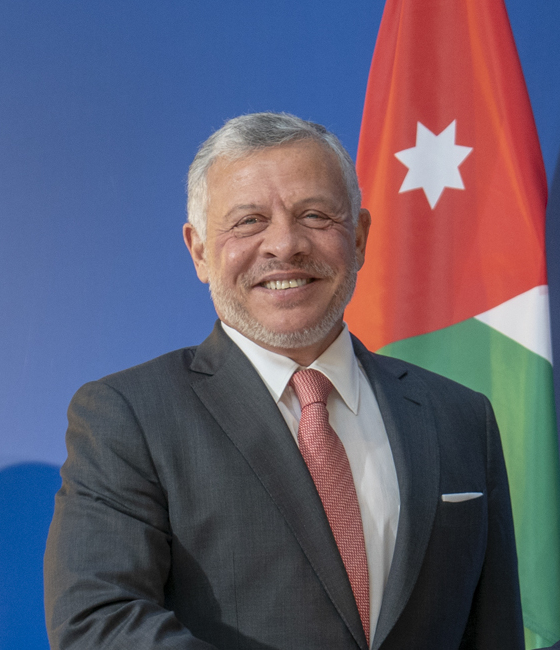
Abdallah II, roi,
- Jordanie -
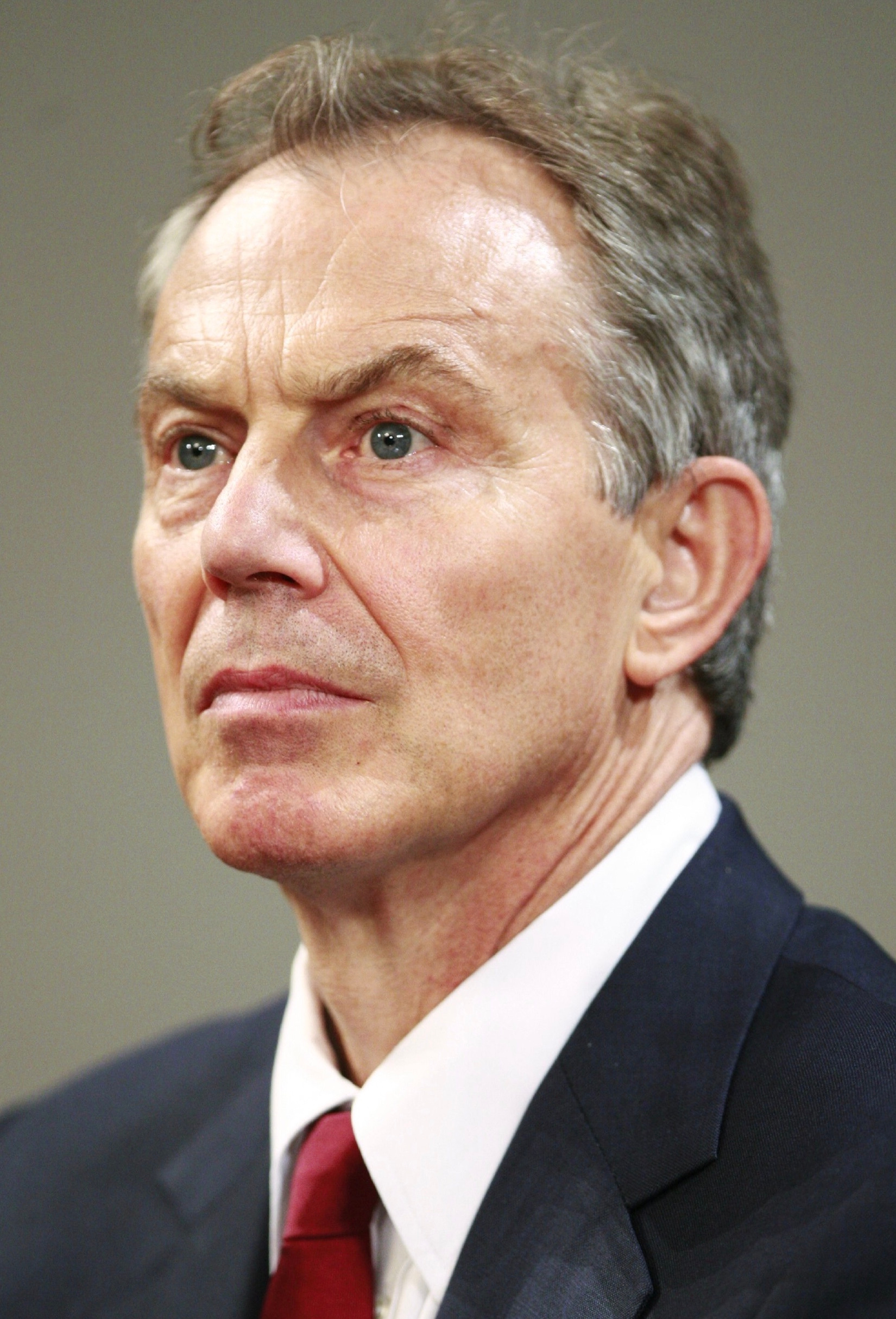
Tony Blair, ex-1er ministre,
- Royaume-Uni -
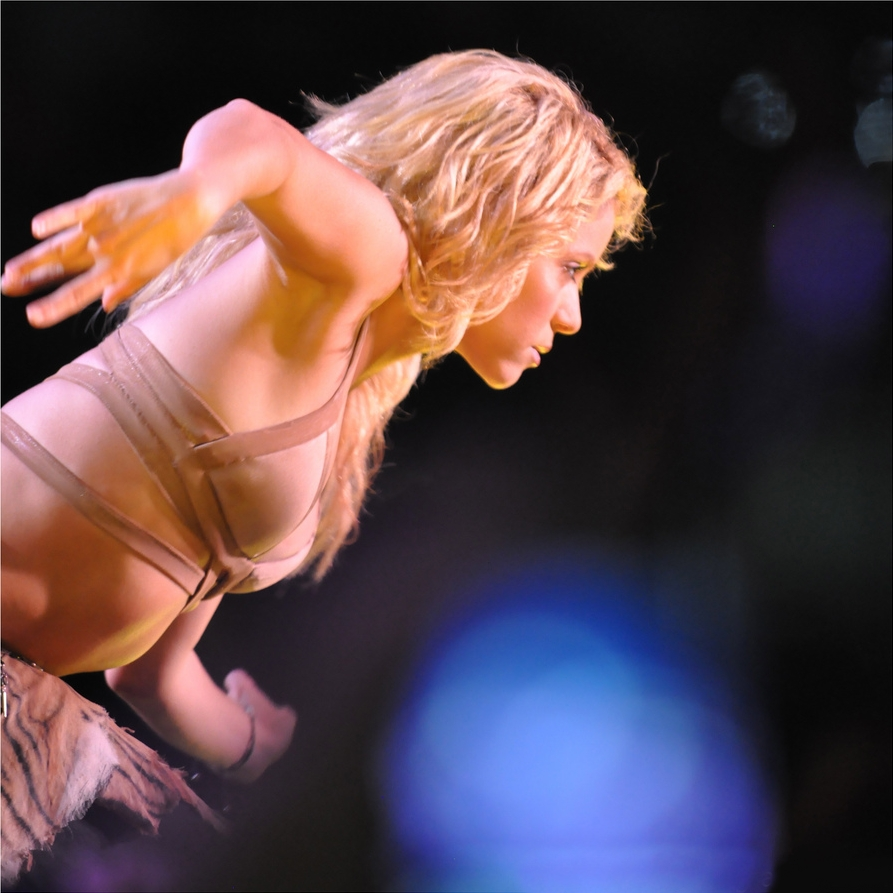
Shakira Isabel Mebarak Ripoll auteur interprète
- Colombie -
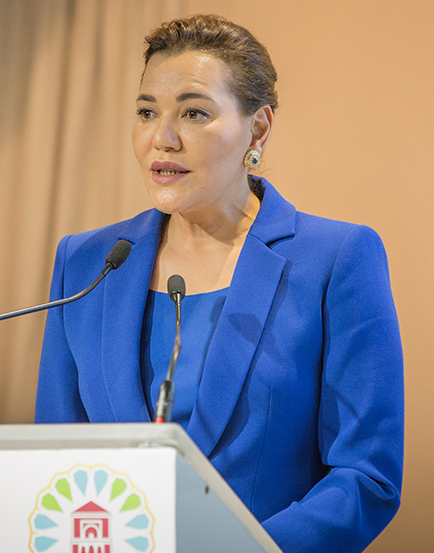
Lalla Hasnaa, princesse ,
- Maroc -
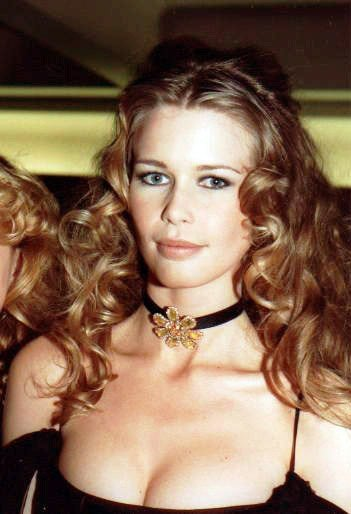
Claudia Schiffer, mannequin actrice
- Allemagne de l'Ouest -
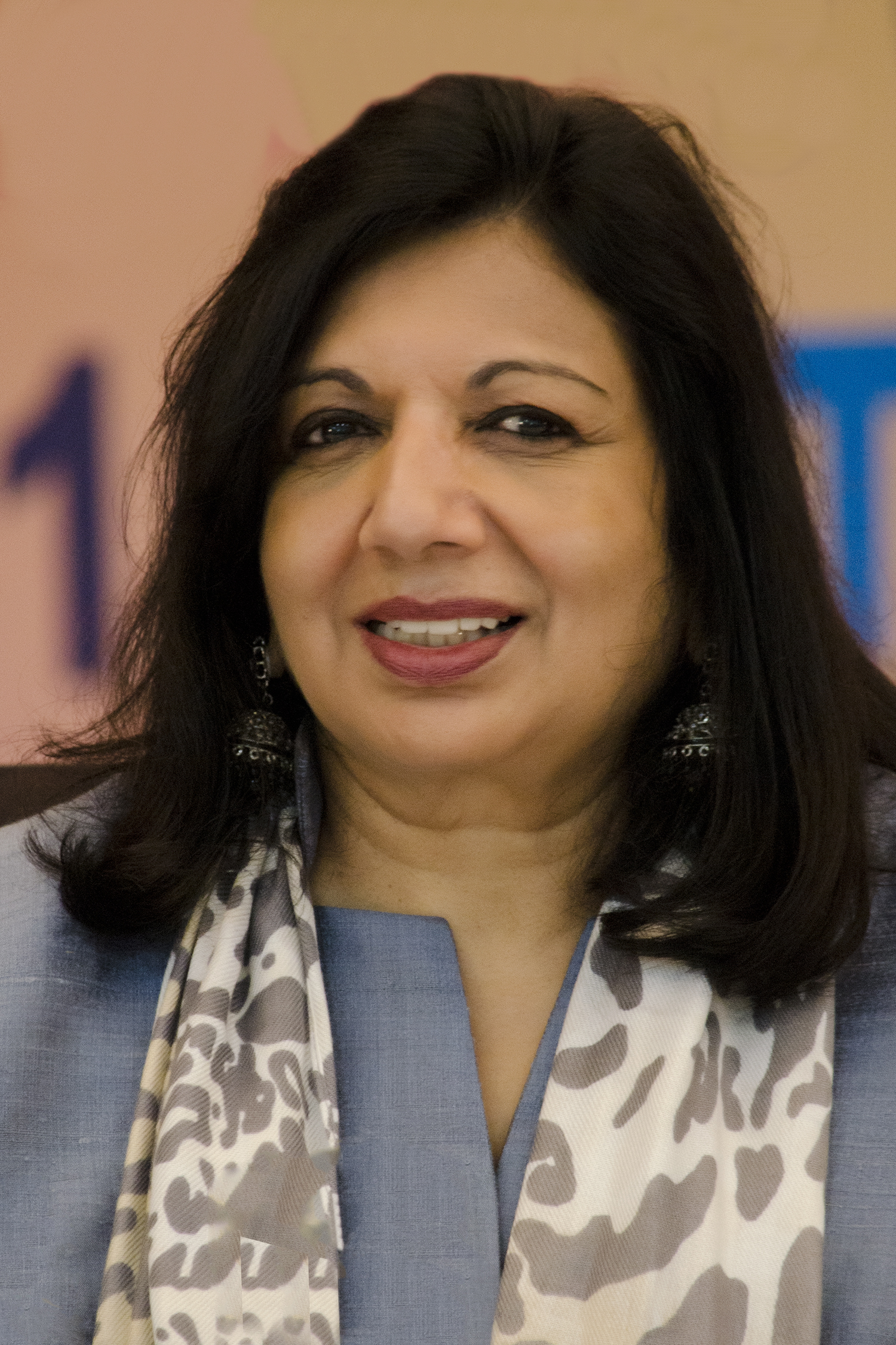
Kiran Mazumdar-Shaw, fondatrice de Biocon biotechnolog
- Inde -
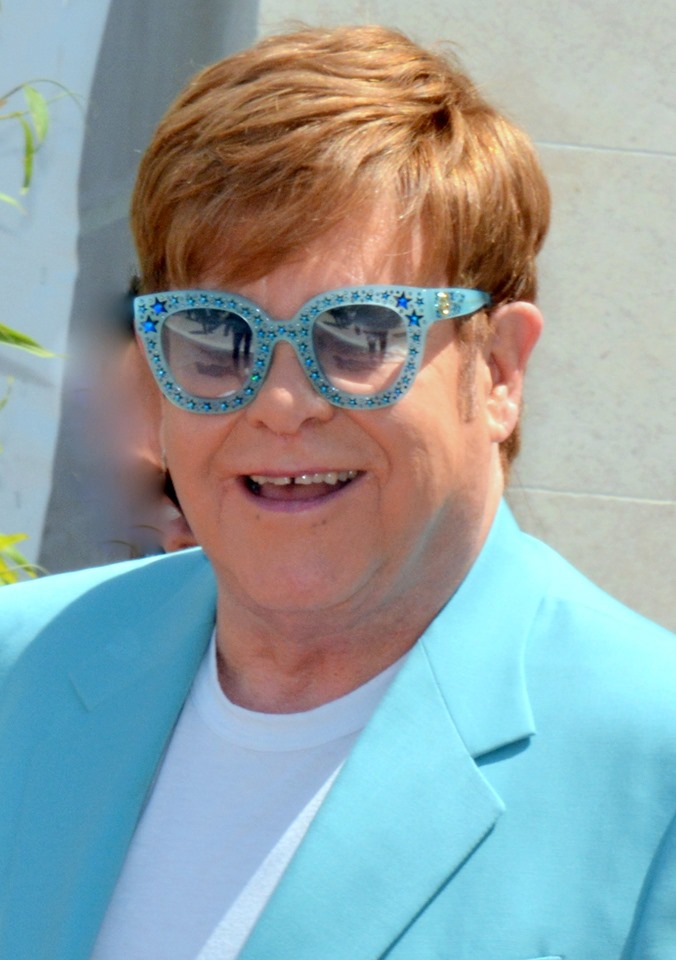
Elton Hercules John, auteur interprète
- Royaume-Uni -
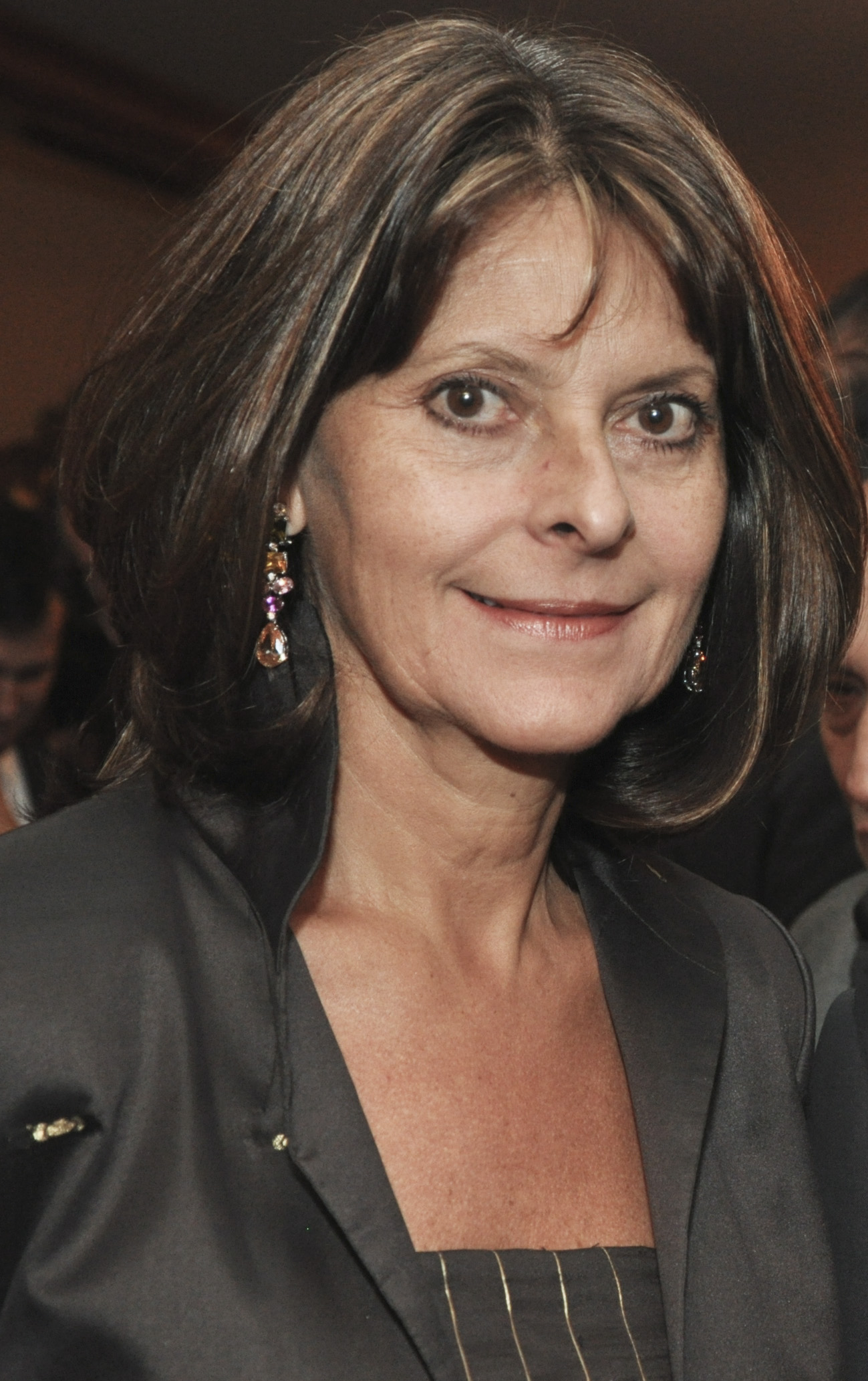
Marta Lucía Ramírez, ancienne vice-présidente République,
- Colombie -
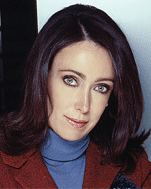
María Asunción Aramburuzabala Milliardaire présidente de Tresalia Capital,
- Mexique -
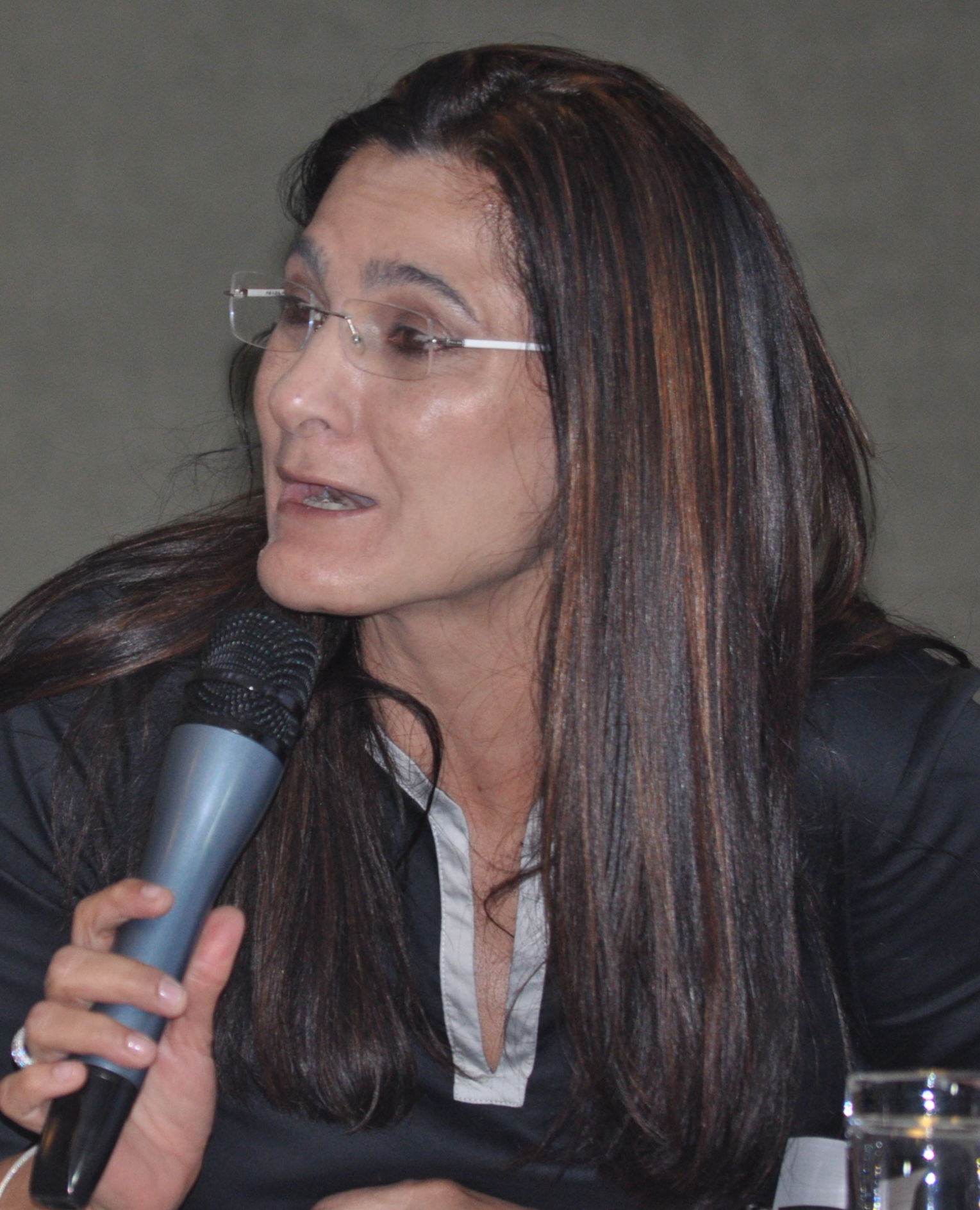
Ángela María Orozco, ex-ministre du Commerce extérieur et des Transports,
- Colombie -
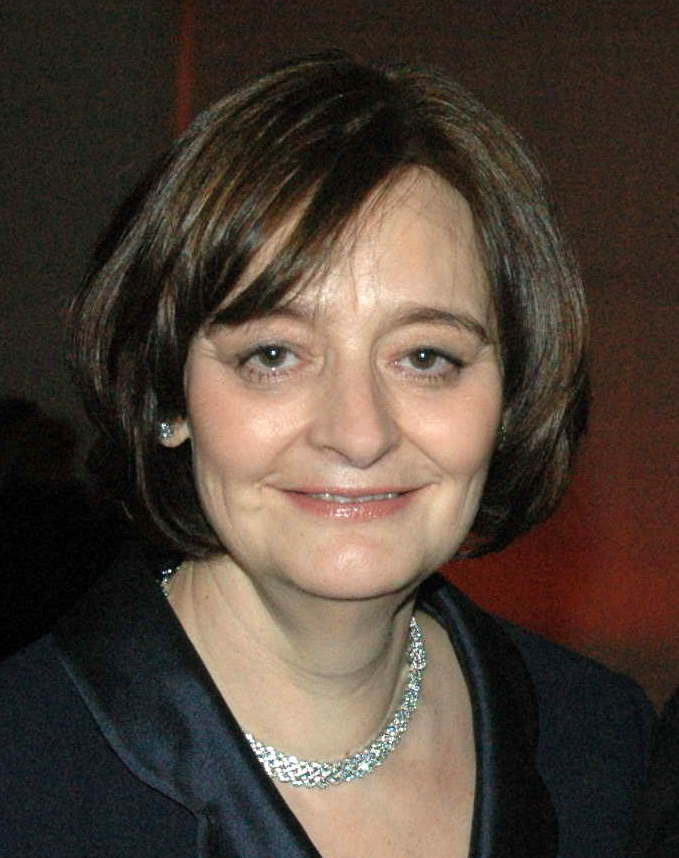
Cherie Blair, avocate défenseuse des îles Maldives[45],
- Royaume-Uni
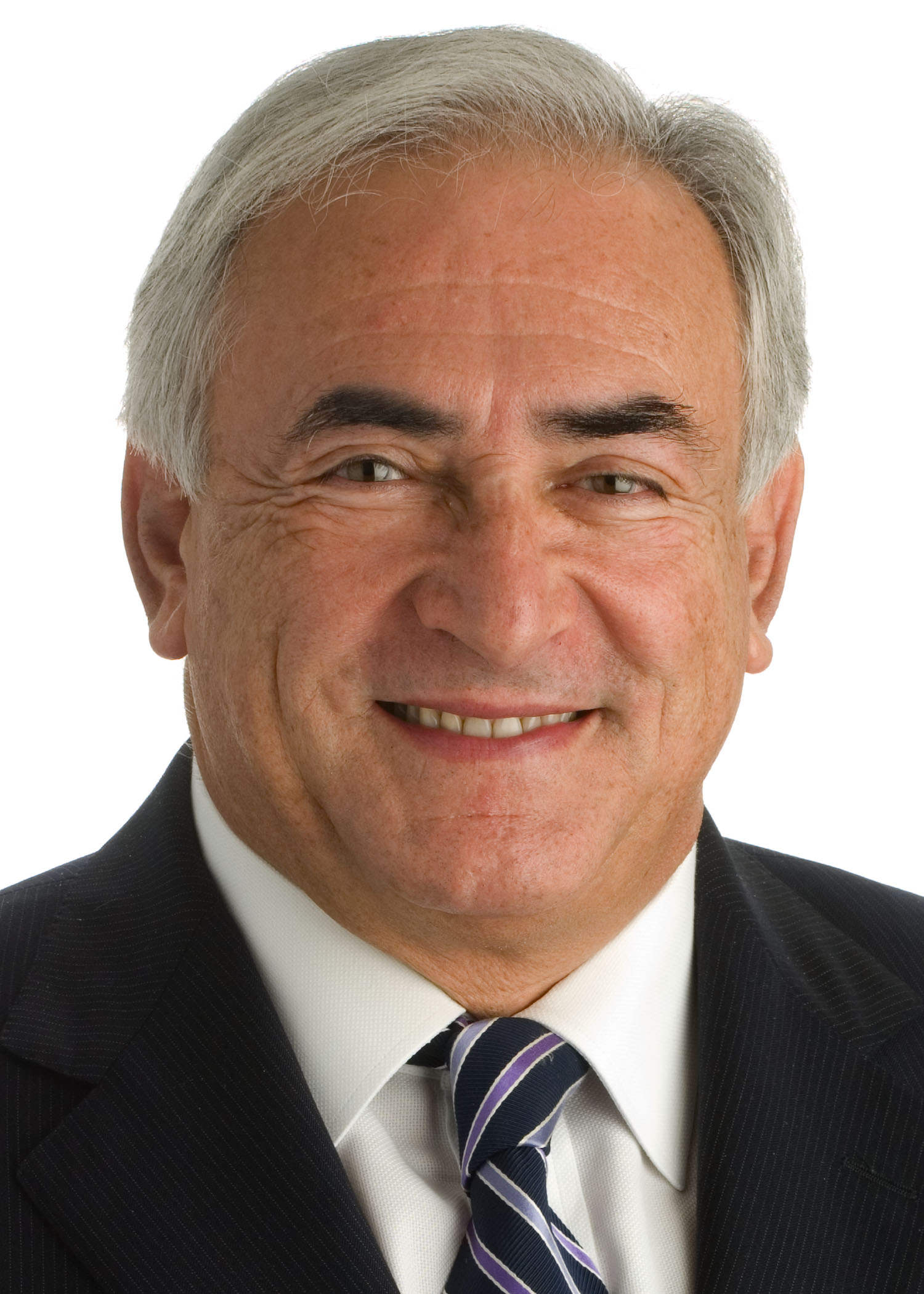
Dominique StraussKahn fonctionnaire international ex-président du FMI
- France
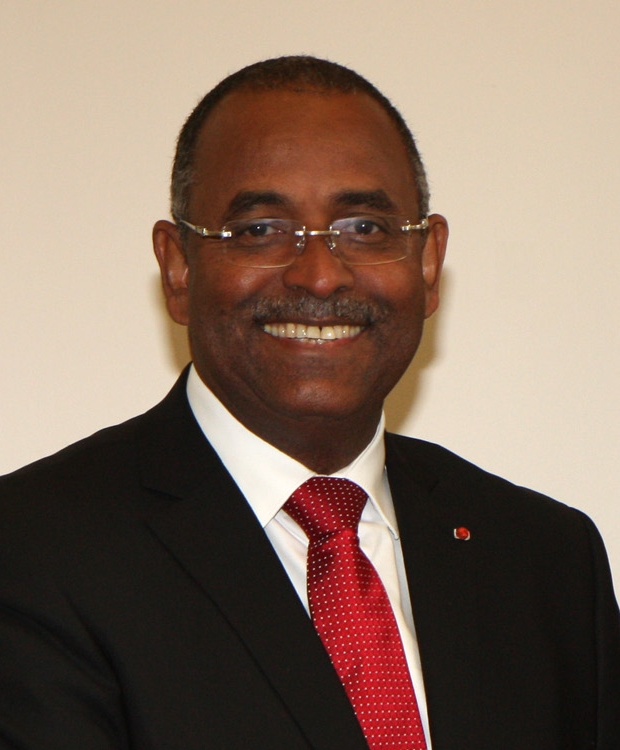
Patrick Achi, 1er ministre,
- Côte d'Ivoire -
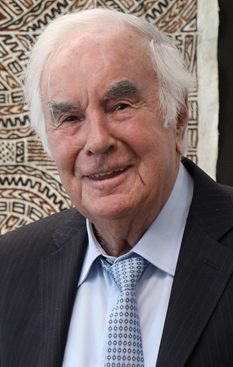
Pierre Castel, milliardaire fondateur Castel Frères
- France -
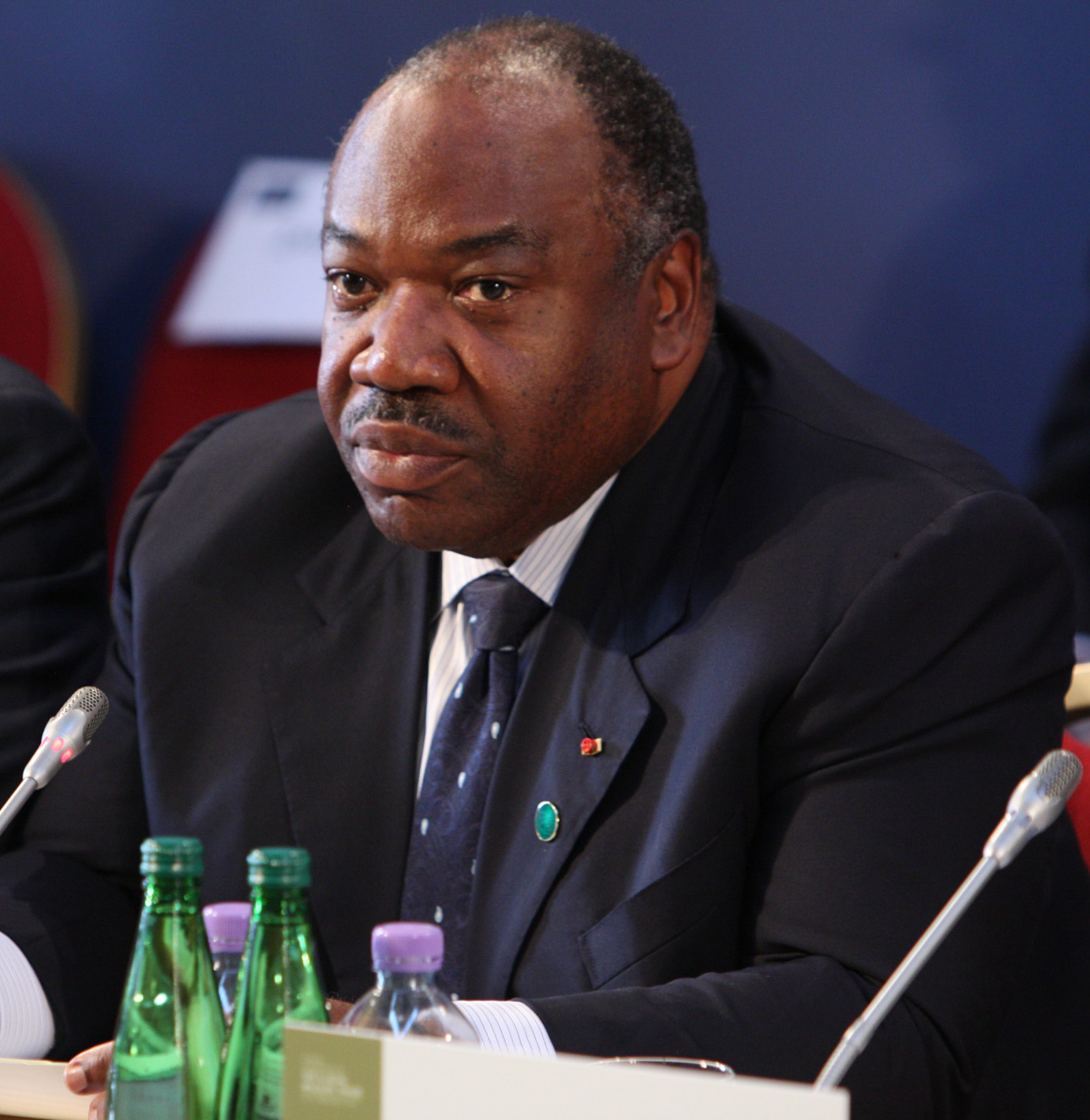
Ali Bongo, ex-président de la République,
- Gabon -
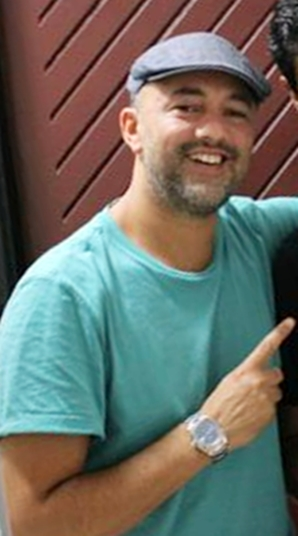
Nadir Khayat dit RedOne, producteur auteur,
- Maroc -
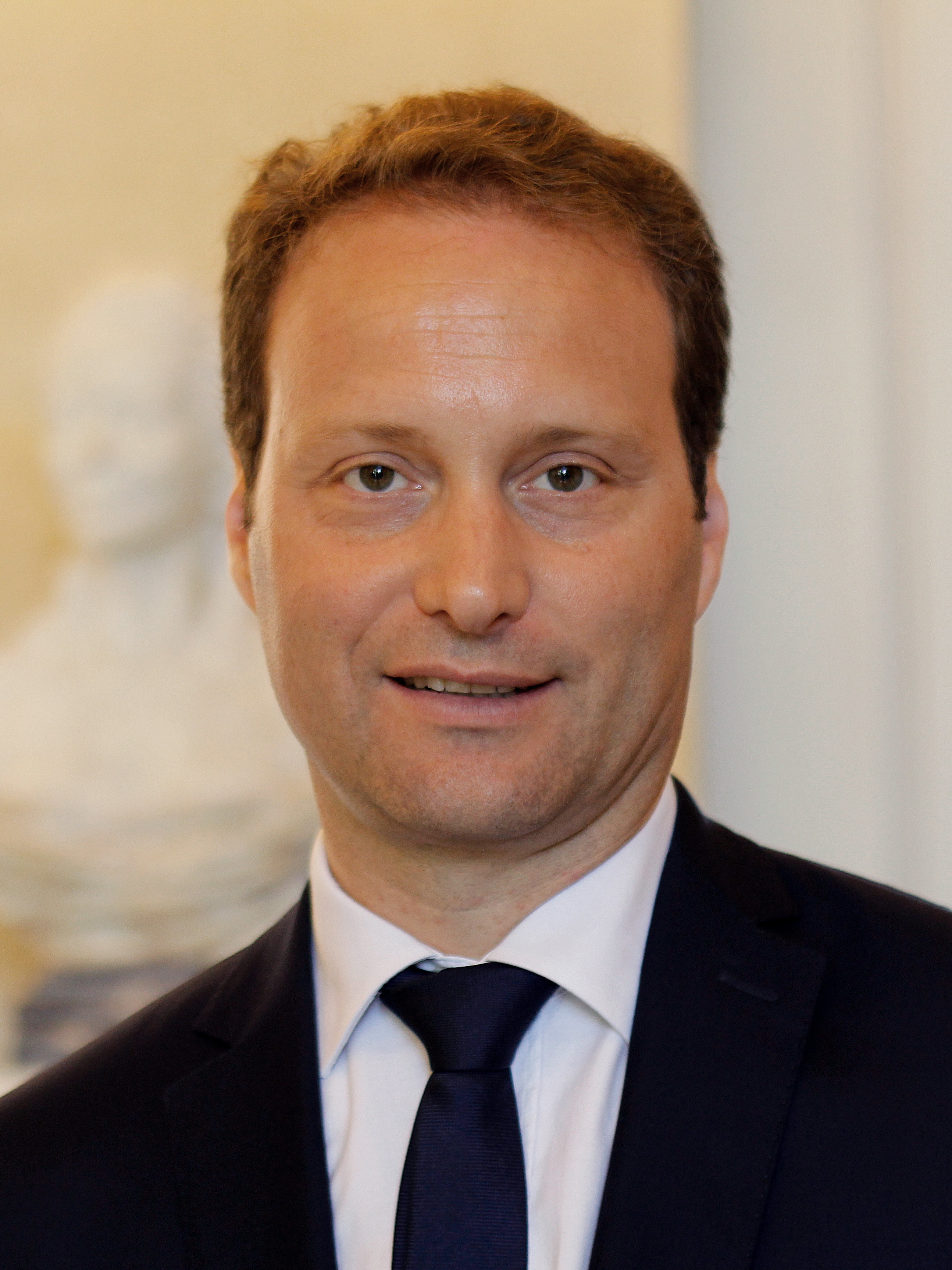
Sylvain Maillard, député République en marche de Paris,
- France -
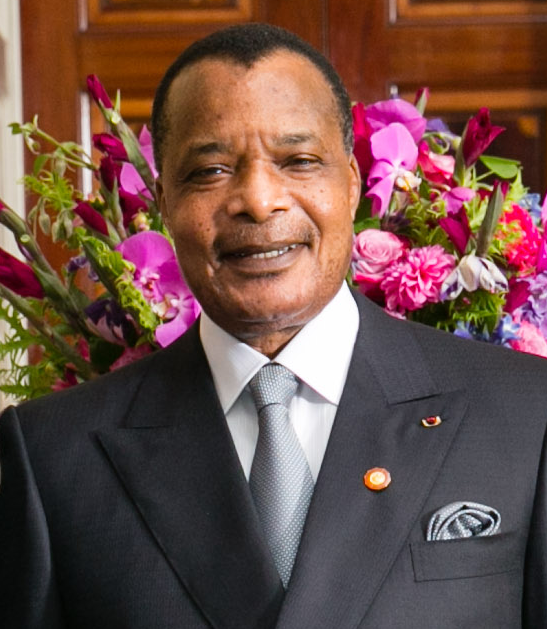
Denis Sassou-Nguesso, actuel président de la République,
- Congo -
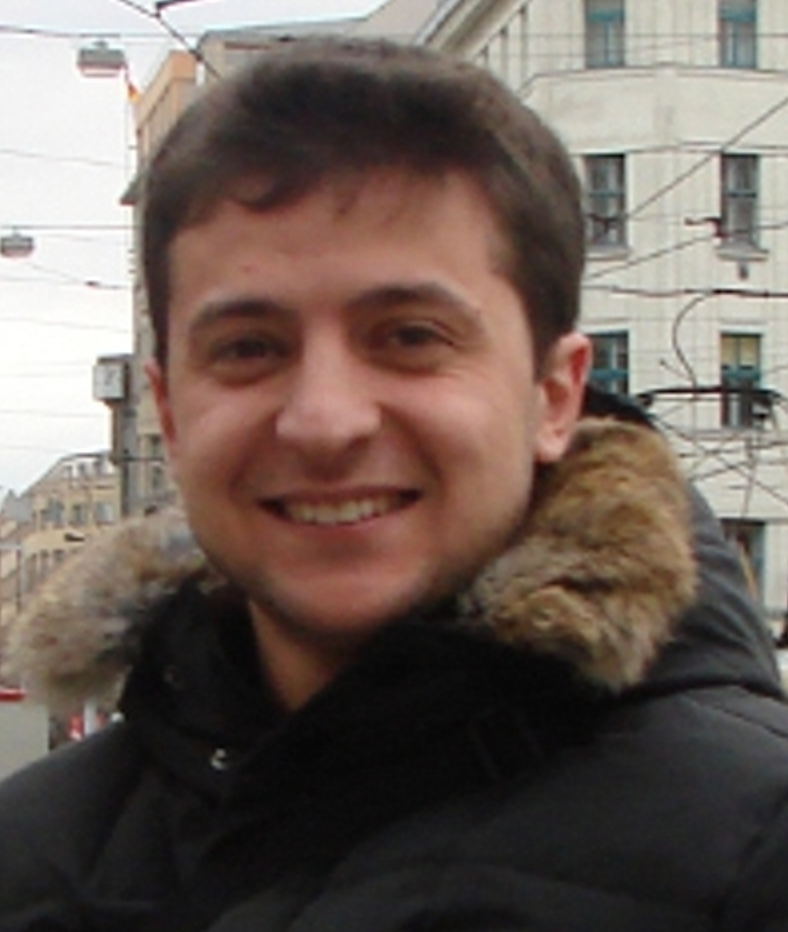
Volodymyr Zelensky, actuel président de la République,
- Ukraine -
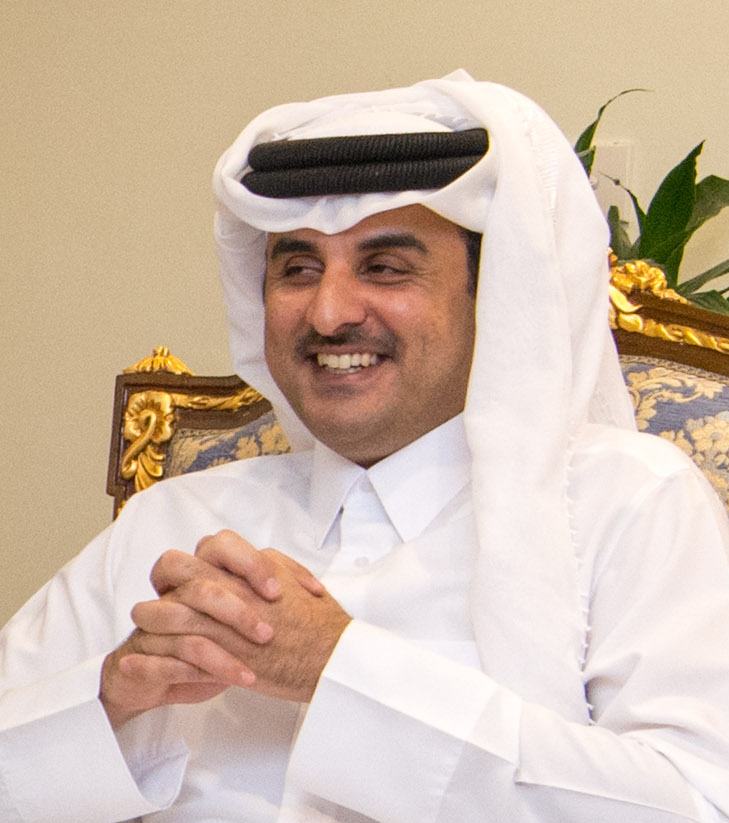
Tamim ben Hamad Al Thani, émir, sixième souverain le plus riche du monde,
- Qatar -

### Allemagne
- Claudia Schiffer, mannequin et actrice[46],[13].

### Azerbaïdjan
- Ilham Aliyev, président de la République.

### Belgique
1 217 personnalités belges sont citées dans les Pandora Papers, dont : 
- Bernard de Laguiche, ancien directeur financier de Solvay et membre du conseil d'administration du groupe ; Hubert de Wangen, ancien cadre de Solvay ; et plus largement plusieurs familles du Groupe Solvay (Aubertin, de Laguiche et de Wangen de Geroldseck Aux Vosges)[47], de même que l'entreprise chimique Solvay elle-même. Ces familles ont, selon l'ICIJ, caché des centaines de milliers d'actions Solvay/Solvac (équivalentes à plusieurs dizaines de millions d'euros) aux îles Vierges britanniques, évitant ainsi l'impôt de 30 % sur les dividendes dû en Belgique)[47].
- Guy de Selliers de Moranville, vice-président de l'assurance Ageas ; il est aussi actionnaire depuis 2017 de Milazzo Properties Holdings Limited basé aux îles Vierges britanniques, et même administrateur depuis 2018. Cette holding cachait des « biens résidentiels » d'une valeur de 4,5 millions de livres sterling selon les Pandora Papers. Selliers de Moranville se défend en arguant qu'il n'est pas un contribuable belge, mais un britannique « non-domicilié »[47].
- Théo Roussis, administrateur de KBC (et en 1999 de Polymed Limited, basé dans les îles Vierges britanniques). Il aurait conservé ce poste au moins jusqu'à la fin de 2013[47].
- Marc Blanpain, ancien responsable de la Générale de Banque, et en 2013 administrateur d'Eyes Investments Limited, basé aux îles Vierges britanniques[47].
- Xavier Van Campenhout (ancien PDG de Petercam) membre d'un trust propriété d'une famille noble et basé en Nouvelle-Zélande[47].
- Wouter Devriendt (ex-PDG de Dexia) et Paul Lambrechts (ex-dirigeant de VRT, la radio-télévision flamande)[48] qui ont tous deux en 2010-2013 acquis pour environ 20 000 dollars d'actions de Candace Management Limited, crée en 2002 aux îles Vierges britanniques, co-actionnaire dAfrican Spirit à Maurice, qui possède Asilia Africa (holding de parcs de safari Asilia au Kenya, en Afrique du Sud et en Tanzanie)[47].

### Canada
Selon la société d'État Radio-Canada et le quotidien ontarien Toronto Star, plus de 500 Canadiens se retrouvent sur la liste des noms dont, :
- Alexandre Cazes, accusé d'avoir exploité le site AlphaBay ;
- Firoz Patel, homme d'affaires ;
- Fred Sharp, avocat ;
- Elvis Stojko, ancien patineur artistique ;
- Lawrence Stroll, entrepreneur et investisseur ;
- Jacques Villeneuve, pilote automobile ;
- David Tassillo, dirigeant de Pornhub ;
- Joseph Tsai, milliardaire.

### Chili
- Sebastián Piñera, président de la République[51]. Une enquête est ouverte, liée à la vente en 2010, par ses enfants, de la compagnie minière Minera Dominga, pour 152 millions de dollars. Effectuée aux îles Vierges britanniques, au profit d'un ami du chef de l'État,  la transaction prévoyait comme clause suspensive que l’endroit où le projet portuaire et minier devait être développé, ne soit ni déclaré « zone de protection environnementale », ni transformé en réserve nationale, contrairement à ce que l'ex-présidente Michelle Bachelet (2006-2010) avait préconisé, car cette zone riche en biodiversité abrite notamment une colonie de manchots de Humbold. Se saisissant de cette affaire, l’Assemblée nationale lance une procédure de destitution contre le président Sebastian Piñera le 9 novembre 2021 bien qu’il ne puisse se présenter pour un nouveau mandat consécutif lors de l’élection présidentielle du 21 novembre 2021 ; mais le 16 novembre, la majorité requise des deux tiers des voix n'est pas atteinte au Sénat : 24 sénateurs votent en faveur de la destitution, contre 18 et 1 abstention[52].

### Colombie
- Shakira, chanteuse[46] ;
- Marta Lucía Ramírez, vice-présidente de la République ;
- César Gaviria, ancien président de la République ;
- Andrés Pastrana Arango, ancien président de la République ;
- Luis Carlos Sarmiento, milliardaire ;
- Isaac, Jaime et Gabriel Gilinski, hommes d'affaires ;
- Eduardo Pacheco Cortés, homme d'affaires.

### Congo-Brazzaville
- Denis Sassou-Nguesso, président de la République.

### Côte d'Ivoire
- Patrick Achi, Premier ministre, propriétaire de Allstar Consultancy Services Limited, entreprise offshore basée aux Bahamas[53].

### Équateur
- Guillermo Lasso, président de la République, a contrôlé quatorze sociétés offshore, la plupart basées au Panama[54].

### Espagne
- Juan Carlos Ier, ancien roi d'Espagne ;
- Julio Iglesias, chanteur ;
- Miguel Bosé, chanteur et acteur ;
- Pep Guardiola, footballeur et actuel entraîneur de Manchester City Football Club.

### États-Unis
L'ECIJ montre que les fiducies américaines sont devenues un véhicule incontournable du secret financier, notamment dans 5 États du pays, devenus paradis fiscaux : Dakota du Sud (avec 81 fiducies impliquées), Floride (37), Delaware (35), Texas (24), Nevada (14). Parmi les grandes entreprises profitant du système figurent :
- Apple, entreprise multinationale américaine ;
- Abbott Laboratories, entreprise pharmaceutique américaine ;
- Baker McKenzie, cabinet d'avocats ;
- La société Nike ;
- RJR Nabisco, conglomérat américain de l'industrie du tabac.

### France
Six cents Français sont identifiés dans les Pandora Papers, dont plusieurs personnalités politiques :
- Dominique Strauss-Kahn, ancien ministre, ancien directeur général du FMI, a fait transiter plusieurs millions de dollars d’honoraires de conseil à des entreprises par une société marocaine exempte d’impôts[56],[57],[58] ;
- Aymeric Chauprade, ex-conseiller de Marine Le Pen et élu Front national[59] ;
- Sylvain Maillard, créateur en 2001 de la société Alantys Technology, député LREM de Paris depuis 2017[60] ;
- Nicolas Perruchot, ancien député et ancien maire de Blois, aurait fait transiter des fonds sur une société établie aux Seychelles[61].

D'autres personnes notables sont citées :
- Marilyn Benedetto, fille de Marcel Benedetto, membre du milieu marseillais, assassiné en 2010. Proche de Gérald Campanella, également membre du milieu marseillais[62] ;
- Pierre Castel, est un entrepreneur de Bordeaux, homme d'affaires et milliardaire français. Il est le président-fondateur du Groupe Castel, une société de boissons (brasseries, vins et spiritueux)[63]
- Le fils d'Alexandre Djouhri, intermédiaire en armement, a immatriculé sa société, baptisée « A.D. Holding Group Ltd » (« A.D. » comme Alexandre Djouhri) aux Seychelles ;
- Éric Fiorile, fondateur du « Conseil national de transition ». Il est arrêté en décembre 2020 par la DGSI dans le cadre d’une enquête sur le groupuscule « Les Barjols » et les milieux d’extrême droite conspirationnistes[64] ;
- Guy Forget, résident suisse, ancien tennisman professionnel, apparaît jusqu’en 2016 comme bénéficiaire d’une société offshore basée dans les îles vierges britanniques (BVI) et gérée depuis l’île de Jersey par un cabinet spécialisé[65].
- Jean-Luc Petithuguenin, chef d'entreprise français, propriétaire et fondateur de Paprec Group[66].

### Gabon
- Ali Bongo, ex-président de la République gabonaise.

### Haïti
- Laurent Salvador Lamothe, ex-premier ministre d'Haïti sous la présidence de Michel Joseph Martelly[67].

### Honduras
- Porfirio Lobo, ancien président de la République ;
- Ricardo Álvarez, vice-président de la République ;
- Nasry Asfura, maire de Tegucigalpa.

### Jordanie
- Abdallah II, roi de Jordanie aurait créé au moins une trentaine de sociétés offshore. Par le biais de ces entités, il aurait acheté 14 propriétés de luxe aux États-Unis et au Royaume-Uni, pour plus de 106 millions de dollars.

### Kenya
- Uhuru Kenyatta, président de la République détient une fondation secrète dans un paradis fiscal (Panama), abritant plus de 30 millions de dollars (26 millions d'euros)[68].  Kenyatta, chantre de la lutte contre la corruption, est fils du premier président du Kenya, Jomo Kenyatta dont la famille domine encore la vie politique (depuis l'indépendance) en s'appuyant notamment sur un « empire » commercial se ramifiant dans les domaines « des transports, de l'assurance, de l'hôtellerie, de l'agriculture et de la banque »[69].

### Liban
Au Liban, en proie à une profonde crise économique, des personnalités politiques et financières de premier plan ont eu recours aux paradis fiscaux :
- Najib Mikati, président du Conseil des ministres ;
- Hassan Diab, ancien président du Conseil des ministres ;
- Muhammad Baasiri, ancien haut responsable de la lutte contre la corruption ;
- Riad Salamé, gouverneur de la banque centrale ;
- Marwan Kheireddine, ancien ministre d'État libanais.

L’élite politico-financière libanaise est adepte de l’évasion fiscale avec par exemple, 346 sociétés répertoriées, domiciliée dans les paradis fiscaux par le cabinet Trident Trust.

### Maurice
- Sattar Hajee Abdoula[71].

### Maroc
- Lalla Hasna, princesse marocaine, sœur du roi Mohammed VI[42] ;
- Dominique Strauss-Khan, résident fiscal marocain ;
- Yassir Zenagui, conseiller du roi Mohammed VI[42];
- Youssef Benjelloun, ancien parlementaire du PJD[72];
- Saïd Alj, fondateur du Sanam holding[73];
- Moulay Abdallah Lalami, patron de SFM[74];
- Faïçal Mekouar, directeur du Fidaroc Grant Thornton[75];
- Omar Alaoui, architecte et sa fille l'actrice Morjana[73];
- RedOne, auteur, compositeur, réalisateur artistique et producteur de musique[76];
- Nessim Elmaleh, ancien salarié de HSBC Private Bank Suisse, condamné en France et en Suisse pour blanchiment d'argent de la drogue et fraude fiscale[77],[78].

### Mexique
- Légion du Christ[79].

### Niger
Des flux financiers offshore seraient liés à une collusion entre des sociétés gazières russes liées à Gazprom et la présidence de la République nigérienne sous le régime du président Mamadou Tandja ou de Mahamadou Issoufou.

### Panama
- Juan Carlos Varela, ancien président de la République ;
- Ernesto Pérez-Balladares, ancien président de la République ;
- Ricardo Martinelli, ancien président de la République.

### Paraguay
- Horacio Cartes, ancien président de la République.

### Pays-Bas
- Wopke Hoekstra, ministre des Finances, chargé de la lutte contre l’évasion fiscale, a investi dans une société écran installée aux îles Vierges britanniques (BVI)[81].

### Qatar
- Tamim bin Hamad Al Thani, émir du Qatar.

### République dominicaine
- Luis Abinader, président de la République.

### République tchèque
- Andrej Babiš, président du gouvernement[82].

Les Pandora papers sont publiés à moins d'une semaine des élections législatives tchèques, Babiš doit alors se justifier dans les débats électoraux. Son parti perd les élections.

### Royaume-Uni
- Tony Blair, ancien Premier ministre[70] ;
- Elton John, chanteur et compositeur.
- Douglas Latchford, collectionneur d'antiquités[84]

### Russie
L'enquête a commencé par mettre au jour les avoirs offshore de 46 oligarques russes, dont certains sont proches de Vladimir Poutine, dont : 
- Petr Kolbin, ami proche de Vladimir Poutine ;
- Svetlana Krivonogikh (en), ancienne maitresse de Vladimir Poutine ;
- Konstantin Ernst, PDG de Channel One, première chaîne de télévision russe, détenue par l’État.

En 2022, alors qu'après que la Russie soit entrée en guerre contre l'Ukraine, et alors que des vagues de sanctions occidentales ciblent les fidèles de Poutine ; à l'occasion d'une expansion historique de sa la base de données publique Offshore Leaks, L'ICIJ et ses partenaires, ont publié un nouveau dossier Pandora Papers Russia, à partir de l'analyse des données provenant d'Alpha Consulting Ltd.. Ce travail, qui complète une décennie de reportages sur les manœuvres offshore russes montre que ce fournisseur de services offshore basé aux Seychelles, qui servait surtout des clients russes a aidé plus de 800 oligarques, banquiers et politiciens russes à cacher leur fortune derrière des sociétés écran offshore basées dans des paradis fiscaux, avec l'aide de facilitateurs occidentaux ; certaines de ces données montrent aussi comment des entreprises liées aux alliés de Vladimir Poutine et à d'autres personnalités politiques russes et ukrainiennes peuvent être utilisées pour échapper aux sanctions internationales (40 % des plus de 2 000 sociétés, fondations et fiducies offshore qui faisait appel à Alpha Consulting ont un ou plusieurs bénéficiaires effectifs russes ; et 23 % ont un ou plusieurs bénéficiaires effectifs ukrainiens). Parmi eux, on a notamment trouvé :
- un ancien ministre des Communications de Vladimir Poutine[87] : Leonid Reiman (ancien spécialiste en téléphonie, puis ministre de l'information et des communications de la fédération de Russie en 1999, puis conseiller du président Poutine[87].
- un dirigeant politique régional de haut rang[87] ;
- un expert en crypto-monnaie (arrêté en Grèce en 2017, et emprisonné pour blanchiment d'argent (ici de rançons notamment) par des cryptomonnaies via la plateforme BTC-e)[87] ; Alexander Vinnik, qui possède des sociétés offshore où il a pu cacher une partie de ses bénéfices illégaux.
- un oligarque russe, Roman Avdeev[87]. Ce dernier se serait assez enrichi à la fin des années 1980 en vendant des composants radio et des décodeurs pour téléviseurs pour après la chute de l'Union soviétique (fin de 1991) acheter la Credit Bank of Moscow ; il possède aussi une chaîne de pharmacies et des intérêts dans les filières bois et construction, ainsi que dans l'industrie pétrolière. Le club de football Torpedo Moscow lui appartient depuis 2017. Sa fortune a été évaluée à environ 1,3 milliard de dollars début avril 2022 par Forbes, mais sa banque (Credit Bank of Moscow) est sous sanctions américaines depuis février[87].

### Salvador
- Alfredo Cristiani, ancien président de la République ;
- Francisco Flores, ancien président de la République.

### Suisse
90 sociétés suisses sont citées dans les Pandora Papers et note Sylvain Besson (journaliste d'investigation et ex-rédacteur en chef adjoint du quotidien Le Temps) : « sur les 20 000 sociétés offshore d’un grossiste des Caraïbes, un tiers était géré par des conseillers, avocats ou fiduciaires suisses. Grâce à une lacune de la loi sur le blanchiment d’argent, ces professionnels peuvent servir sans grands risques des clients politiquement exposés ou, dans certains cas, carrément criminels ».
Personnalités citées :
- Nathalie Yamb, activiste suisso-camerounaise, panafricaniste, anticolonialiste.

- Dominique et Michel Amaudruz, avocats suisses, membres de l'UDC, parents de Céline Amaudruz, vice-présidente de l'UDC. Ils auraient participé à un montage offshore dédié à l'achat de la villa de 25 000 m2 d’un oligarque russe au cap d’Antibes sur la Côte d’Azur[89] ;
- Guy Forget, ancien tennisman, résident fiscal suisse utilise Mainland Group Limited des îles Vierges britanniques (BVI)[65] ;
- Philippe Houman, avocat de Jérôme Cahuzac en février 2018 pour son procès en appel[90], connu pour avoir transféré le compte caché de Jérôme Cahuzac à Singapour, il s’est occupé de montages offshore pour plusieurs particuliers dont des Français[91].

### Ukraine
- Volodymyr Zelensky, président de l'Ukraine.

### Tunisie
- Mohsen Marzouk, le 16 décembre 2014, sa société « Eagle One Investments Holdings Limited » est enregistré à Road Town, capitale des îles Vierges britanniques (BVI)[92].

### Scandales mondiaux via paradis fiscaux
Rappel des principaux scandales mondiaux d'évasions fiscales et blanchiments d'argent via paradis fiscaux :
- Affaire des évadés fiscaux (2013) dont Affaire Cahuzac
- Offshore Leaks (2013)
- China Leaks (2014)
- Luxembourg Leaks (2014)
- FootballLeaks (2015)
- Swiss Leaks (2015)
- Bahamas Leaks (2016)
- Panama Papers (2016)
- Malta Files (2017)
- Paradise Papers (2017 - Personnes visées)
- CumEx Files (2018)
- Mauritius Leaks (2019)
- FinCEN Files (2020)
- OpenLux (2021)
- Pandora Papers (2021)

### Audio
- « #PandoraPapers, fraude fiscale : émission exceptionnelle d'André Bercoff avec Eric Bocquet et Eric Vernier, spécialiste de la lutte contre le blanchiment », sur le site de Sud Radio (France).
- Entretien avec Maxime Vaudano, les Décodeurs du « Monde », « Paradis fiscaux : tout comprendre aux « Pandora Papers », chronique audio », Le Monde, 5 octobre 2021 (consulté le 5 octobre 2021).